# Koczorowscy herbu Rogala

Rogala - herb szlachecki Koczorowskich

Koczorowscy – herbu Rogala, polski ród szlachecki. Nazwisko wzięli od miejscowości Kaczorowy (Koczorowo) w dawnej ziemi płockiej na Mazowszu, gdzie występują ok. 1410. W XVI wieku pisano ich czasem Koczurowskimi vel Kaczorowskimi.

## Zasłużeni przedstawiciele rodu
- Franciszek Koczorowski (1687–1743), polski jezuita, pisarz.
- Bonawentura Koczorowski (1768–1821),
- Tertulian Koczorowski (1795–1847) – właściciel dóbr Witosław i oficer Wojsk Polskich w powstaniu 1830–1831,
- Adolf Koczorowski (1824–1893),
- Kazimierz hr. Koczorowski (1825–1893),
- Maciej Koczorowski (1884–1928) – podporucznik, powstaniec wielkopolski, ziemianin.

## Tytuł hrabiowski
Kazimierz Koczorowski (1824–1893), syn Tertuliana i Franciszki z Bnińskich h. Łodzia, właściciel dóbr Izabela, otrzymał 21 kwietnia 1871 od papieża Piusa IX tytuł hrabiowski dziedziczny na zasadzie primogenitury i pod warunkiem pochodzenia z małżeństwa katolickiego. Ostatnim utytułowanym z tego rodu był Karol Koczorowski (1884–1952).